# 유어 마이 홈
《유어 마이 홈》(영어: You're My Home)는 2015년부터 2016년까지 방영된 필리핀의 드라마이다.